# 覺羅桂芳
桂芳（穆麟德轉寫：guifang，？—1814年），字香东，爱新觉罗氏，满洲镶蓝旗人。清朝大臣，进士出身。

## 生平
乾隆五十九年（1794）科举人（隶镶蓝旗满洲觉罗忠禄佐领下），嘉庆四年（1799年）进士，多次主持顺天府和江南的乡试。林清之变，他写文章切入时弊，警示朝政。历任户部右侍郎、内务府大臣。嘉庆十三年（1813年）十月，桂芳学习行走入直军机处。十九年（1814年）三月，桂芳改漕运总督。在到广西办差的路上去世。嘉庆帝说他良才难得。晉贈太子少保加尚書銜，谥号文敏。嘉庆帝御制《觉罗桂芳碑文》（翰林陶樑恭撰，载李兆洛《皇朝文典》）。
曾任《钦定全唐文》副總裁官。著有《经进稿》、《敬仪堂诗存》。

## 家庭
- 始祖觉罗索長阿。
- 世祖務泰。
- 世祖洞峩洛。
- 世祖龍錫，長史，阵亡。胞兄祜邁，騎都尉又一雲騎尉。
- 太高祖阿哈，二等輕車都尉。
- 高祖护军參领觉罗扎克丹。嫡妻伊尔根觉罗氏（又说阿顏覺羅氏，父正红旗满洲、武英殿大学士莫洛 (政治人物)，阵亡，授骑都尉）。胞兄觉罗巴哈布，其子觉罗明亮，孙儿乾隆辛巳进士覺羅集蘭；曾孙工部郎中覺羅謙吉，嫡妻李氏李經福之女，继妻伊爾根覺羅氏（父正黄旗满洲、乾隆十七年壬申（1752）科舉人明德布，祖父武英殿大学士阿尔泰 (清朝)）。
- 曾祖阿爾嵩阿。
- 祖父恭慤公覺羅圖思德，贵州巡抚、湖广总督、兵部尚書，载《钦定八旗通志：八旗大臣题名》卷340。嫡妻戴佳氏（父镶白旗满洲世管佐领赫爾圖）。胞兄觉罗圖思義，副都統。
- 父觉罗恆慶，湖北候补道，袭云骑尉。嫡妻伊特墨氏主事德克精額之女。
- 胞兄妹：
  - 觉罗桂昌（又桂菖），甘肅平慶道。嫡妻佟佳氏（胞兄正白旗滿洲、嘉慶己巳恩科翰林玉綬，父湖南巡撫通恩（佟佳氏）；母葉赫那拉氏（父鑲紅旗滿洲、湖南巡撫常鈞，胞叔浙江巡抚纳兰常安）；胞姊佟佳氏嫁镶蓝旗满洲宗室惠章（胞兄七年(1802)壬戌科進士宗室惠端，其子道光癸未進士宗室海樸））。
  - 觉罗桂葰，郎中。嫡妻棟鄂氏尙書鐵保之女，繼妻輝赫氏護軍常慶之女。
  - 胞姊觉罗氏，嫁正黄旗满洲、乾隆六十年（1795年）乙卯恩科进士哈達納喇氏玉麟。
- 嫡妻伊爾根覺羅氏（父鑲白旗滿洲、袭騎都尉世職、甘肃凉州鎮總兵德光，勇号達沖阿巴圖魯）。
- 子觉罗炳文，雲騎尉。
- 子觉罗炳綱，甘肅西甯道。
- 女覺羅氏，嫁正紅旗滿洲瓜爾佳氏錫謙。其父蘇成額，母于鸞珍（父鑲紅旗漢軍、乾隆甲戌科三甲進士于宗瑛，曾祖兩江總督襄勤公于成龍，胞兄江蘇蘇州府知府、江蘇按察使于鰲圖），胞姊瓜爾佳氏嫁正藍旗滿洲伊爾根覺羅氏昆麟（父嵩孚，胞叔兵部左侍郎嵩溥，祖父两江、雲貴總督富綱）。

## 延伸阅读
[在维基数据编辑]
 《清史稿·卷353》，出自趙爾巽《清史稿》